# Жадовка
Жадовка (рос. Жадовка) — робітниче селище в Бариському районі Ульяновської області Російської Федерації.
Населення становить 1507 осіб. Входить до складу муніципального утворення Жадовське міське поселення.

## Історія
Від 2004 року входить до складу муніципального утворення Жадовське міське поселення.

## Населення
| 1970  | 1979  | 1989  | 2002  | 2007  | 2009  | 2010  |
| ----- | ----- | ----- | ----- | ----- | ----- | ----- |
| 3761  | ↘3460 | ↘2387 | ↘2117 | ↘1881 | ↘1845 | ↘1753 |
| 2012  | 2013  | 2014  | 2015  | 2016  | 2017  | 2018  |
| ↘1722 | →1722 | ↘1694 | ↘1679 | ↘1637 | ↘1629 | ↘1594 |
| 2019  | 2020  | 2021  |       |       |       |       |
| ↗1608 | ↘1565 | ↘1507 |       |       |       |       |